# Preston Freeman
Preston Freeman (ur. 15 lutego 1993, zm. 7 marca 2013) – amerykański bokser kategorii superlekkiej.

## Wczesne lata
Freeman urodził się 15 lutego 1993 r. w Saint Louis. Pierwszy raz na treningu bokserskim zjawił się w wieku 14. lat, trenując w lokalnym klubie w St. Louis. Rodzicami Freemana byli Larry Freeman i Leslie Harkless.

## Kariera amatorska
W 2011 r. był uczestnikiem najbardziej prestiżowego turnieju w USA – Golden Gloves. Freeman w 1/16 pokonał na punkty Samuela Valentina. W następnym pojedynku w kategorii do 64 kg. zmierzył się z Mikiem Reedem, przegrywając na punkty. W lutym 2012 r. był uczestnikiem mistrzostw USA, rywalizując w kategorii do 64 kg. Udział zakończył na 1/16 finału, przegrywając po dogrywce (15:15+) z Tomem Duquette. W maju tego samego roku doszedł do półfinału Golden Gloves, rywalizując w kategorii do 64 kg. Rywalizację rozpoczął w 1/16 finału, pokonując Paula Whiteface'a. W 1/8 pokonał na punkty Ricky'ego Edwardsa, awansując do ćwierćfinału. W ćwierćfinale pokonał zwycięzcę poprzedniej edycji – Mike'a Reeda, awansując do półfinału. W półfinale, który odbył się 4 maja, Freeman przegrał z George’em Rinconem.

## Kariera zawodowa
Na zawodowym ringu zadebiutował 6 października 2012 r., pokonując na punkty José Mendozę. W tym samym roku wygrał jeszcze dwa pojedynki, w tym jeden przez nokaut.

## Lista walk na zawodowym ringu
| Wynik   | Rekord | Przeciwnik        | Werdykt | Runda | Data       | Miejsce                                          | Uwagi                       |
| ------- | ------ | ----------------- | ------- | ----- | ---------- | ------------------------------------------------ | --------------------------- |
| Wygrana | 3 - 0  | Vicente Guzman    | UD      | 4/4   | 2012.12.15 | Salinas Storm House, Salinas, California, USA    | Guzman liczony w rundzie 2. |
| Wygrana | 2 - 0  | Eduardo Hernández | KO      | 1/4   | 2012.12.01 | Georgie Duke Center, Vacaville, California, USA  | Nokaut.                     |
| Wygrana | 1 - 0  | José Mendoza      | UD      | 4/4   | 2012.10.06 | Memorial Auditorium, Sacramento, California, USA | Jednogłośna decyzja.        |

## Śmierć
Amerykanin został zamordowany 7 marca 2013 r. Freeman został jednokrotnie postrzelony w klatkę piersiową po tym jak opuszczał klub Escalade na ulicy Olive Boulevard w St. Louis.